# The O. C. Supertones
The O.C. Supertones ist eine christliche Ska-Punk-Band aus Orange County in Kalifornien (USA). O.C. steht für Orange County, meistens wird die Band jedoch der Einfachheit halber als Supertones bezeichnet. Sie war von 1995 bis 2005 aktiv. Im Jahr 2010 haben sie sich wieder vereint, ehe sie 2017 ihr endgültiges Aus bekannt gaben. Die Supertones waren eine der ersten international bekannten Ska-Bands der christlichen Musikszene und mit über einer Million verkaufter Tonträger auch die kommerziell erfolgreichste.

## Geschichte
In den frühen 1990er Jahren gründeten Matt „Mojo“ Morginsky, Jason Carson und Tony Terusa noch in ihrer Zeit an der Junior High School eine Band mit dem Namen Saved, aus der schließlich in erweiterter Besetzung im Jahr 1995 The Orange County Supertones wurden. Nachdem sie von Tooth & Nail Records unter Vertrag genommen wurden, erschien 1996 ihr erstes Album Adventures of the O.C. Supertones, das für den GMA Dove Award im Jahr 1997 in der Kategorie "Alternate / Modern Rock" nominiert wurde. Ihr zweites Album, Supertones Strike Back, erreichte Platz 3 in den Billboard Heatseekers Charts und Platz 2 in den Top Christian Albums Charts und stellte einen Meilenstein auf dem Weg zu internationaler Bekanntheit dar. Die nächsten beiden Alben, Chase the Sun und Loud and Clear landeten beide in den Billboard 200, den weltweit wichtigsten Albumcharts.
Im Dezember 2004 gaben sie eine temporäre Auflösung der Gruppe nach ihrer Tournee für Ende 2005 bekannt. Im Jahr 2010 feierten sie ihre Wiedervereinigung und veröffentlichten im Jahr 2012 ihr bislang letztes Album For the Glory. Im März 2017 gaben sie schließlich die endgültige Auflösung der Gruppe bekannt. In ihrem Abschiedskonzert am 3. Juni 2017 spielten sie zum 20-jährigen Jubiläum das im Jahr 1997 veröffentlichte Album Supertones Strike Back. Die Show wurde live über Facebook übertragen und für eine baldige CD-/DVD-Veröffentlichung aufgenommen.

## Stil
Die Supertones haben seit Mitte der 1990er Jahre maßgeblich die christliche Ska-Szene (vor allem in den USA, aber auch darüber hinaus) mitentwickelt und geprägt. Zusammen mit Five Iron Frenzy und The Insyderz gehörten sie zu den ersten international bekannten christlichen Ska-Bands. Waren die ersten beiden Werke noch klassischer Ska-Punk mit starkem Einfluss aus dem Rap und Hip-Hop, so haben sie sich ab dem dritten Album auch anderen Einflüssen wie Reggae, Rock und Praise & Worship geöffnet.

## Diskografie
- 1996: Adventures of the O.C. Supertones (Tooth & Nail Records)
- 1997: Supertones Strike Back (BEC Recordings)
- 1999: Chase the Sun (BEC Recordings)
- 2000: Loud and Clear (BEC Recordings)
- 2002: Live! Volume One (BEC Recordings)
- 2002: Hi-Fi Revival (Tooth & Nail Records)
- 2004: Revenge of the O.C. Supertones (BEC Recordings)
- 2005: Unite (BEC Recordings)
- 2005: Faith of a Child (BEC Recordings)
- 2010: Reunite (BEC Recordings)
- 2012: For the Glory (BEC Recordings)